# Songs of Faith (album Arethy Franklin)
Songs of Faith – debiutancki album amerykańskiej piosenkarki Arethy Franklin wydany w 1956 roku. Został nagrany, gdy Aretha miała czternaście lat w New Bethel Baptist Church w Detroit, gdzie jej ojciec C.L. Franklin był pastorem.
Album był kilkukrotnie wydawany pod różnymi nazwami: The Gospel Soul of Aretha Franklin, Aretha's Gospel, Precious Lord, You Grow Closer, Never Grow Old i The First Album.

## Lista utworów[2]

### Strona A
1. There Is a Fountain Filled with Blood' – 4:30
2. Precious Lord (część pierwsza) – 3:26
3. Precious Lord (część druga) – 2:55
4. You Grow Closer – 2:40
5. Never Grow Old – 2:57

### Strona B
1. The Day Is Past and Gone – 4:55
2. He Will Wash You White As Snow – 4:16
3. While the Blood Runs Warm – 3:42
4. Yield Not to Temptation – 2:55